# Invasion from Inner Earth
Invasion from Inner Earth (bra A Invasão do Centro da Terra) é um filme norte-americano de 1974, do gênero ficção científica, dirigido por Bill Rebane.

## Sinopse
Epidemia de origem alienígena extermina a humanidade, deixando apenas um casal.

## Elenco
- Paul Bentzen - Stan
- Debbi Pick - Sarah
- Nick Holt - Jack
- Karl Wallace - Eric
- Robert Arkens - Andy
- Arnold Didrickson - Sam